# Stephen Robinson
Stephen Kern Robinson (Sacramento, 26 de outubro de 1955) é um astronauta norte-americano.
Formado em engenharia mecânica e engenharia aeronáutica pelas universidades da Califórnia e de Stanford,começou a trabalhar na NASA em 1975 como estudante interno de seu centro de pesquisa em Mountain View. Após sua formatura na UCLA, Robinson se juntou ao centro de pesquisa como cientista pesquisador nas áreas de dinâmica de fluidos, aerodinâmica, instrumentação experimental e visualização científica computadorizada.
Nas décadas de 1980 e de 1990 exerceu funções de chefia em departamentos ligados à pesquisa científica da agência, passando um período no MIT (Massachussets Institute of Technology), onde conduziu estudos sobre dinâmica de Atividades extra-veiculares no trabalho com satélites em órbita e construções no espaço.
Robinson tentou ser astronauta desde 1983, sendo finalmente selecionado para o corpo da NASA em 1995 e veio a participar de três missões no espaço.
A primeira em agosto de 1997 na STS-85 Discovery, que realizou diversos pacotes de experimentos científicos em órbita. A segunda, na missão STS-95, também com a Discovery, em outubro de 1998, que levou ao espaço pela segunda vez o ex-astronauta John Glenn, o pioneiro norte-americano em órbita 36 anos antes, aos 77 anos a pessoa mais idosa a ir ao espaço.
Sua terceira espacial se deu no retorno do programa norte-americano ao espaço, na STS-114 Discovery, em julho de 2005, a primeira após o desastre com a nave Columbia. Nesta viagem, como especialista de missão e engenheiro de voo, Robinson foi o primeiro astronauta a realizar um reparo em voo do exterior do ônibus espacial, nas pastilhas de cerâmica do escudo protetor de calor da nave, depois que os engenheiros em terra levantaram a possibilidade de que elas pudessem representar algum perigo na reentrada na atmosfera. A operação foi feita enquanto a Discovery estava acoplada à Estação Espacial Internacional.
Depois de servir como CAPCOM - comunicador de voo baseado em terra - em diversas missões do ônibus espacial, Robinson voltou pela quarta vez ao espaço junto com a tripulação da STS-130 Endeavour, em fevereiro de 2010, que acoplou o Módulo Tranquility à estrutura da estação espacial.